# اللانهائي (ألبوم إمينم)
اللانهائي (بالإنجليزية: Infinite)‏ هو ألبوم الإستديو الأول للرابر الأمريكي إمينيم. أصدرته شركة ويب للتسلية في 12 نوفمبر 1996. تم إنتاج الألبوم بواسطة إمينيم نفسه، بمساعدة باس براذرز ومستر بورتر. يتضمن الألبوم دليل، ودي جي هيد، وآي كيو، ومستر بورتر، وثري، وتايم، أنجيلا ووركمان. لم يحقق الألبوم أي نجاح تجاري لصاحبة، وبالرغم من ذلك، في 17 نوفمبر 2016، وبعد مرور خمسة أيام علي الذكري السنوية العشرون من طرح الألبوم، أصدر إمينيم علي قناته الرسمية علي فيفو علي يوتيوب، ريماستر وريمكس للأغنية التي حملت نفس عنوان الألبوم، وكلاهما من صنع باس براذرز. بيع من الألبوم 1000 نسخة فحسب، وهو غير متاح علي أي متجر موسيقى على الإنترنت. حدثت جلسات التسجيل في إستديو باس براذرز.

## وصلات خارجية
- اللانهائي على موقع أول موفي (الإنجليزية)